# Xã Bethlehem, Quận Henry, Missouri
Xã Bethlehem (tiếng Anh: Bethlehem Township) là một xã thuộc quận Henry, tiểu bang Missouri, Hoa Kỳ. Năm 2010, dân số của xã này là 731 người.